# Aleuroclava psidii
Bọ phấn ổi trắng (Aleuroclava psidii) là một loài côn trùng cánh nửa trong họ Aleyrodidae, phân họ Aleyrodinae.
Aleuroclava psidii được Singh miêu tả khoa học đầu tiên năm 1931.